# François Bourbotte
François Bourbotte (ur. 24 lutego 1913 w Loison-sous-Lens, zm. 15 grudnia 1972) – piłkarz francuski grający na pozycji obrońcy lub pomocnika. W swojej karierze rozegrał 17 meczów w reprezentacji Francji.

## Kariera klubowa
Swoją karierę piłkarską Bourbotte rozpoczął w klubie SC Fives z miasta Lille. W sezonie 1935/1936 zadebiutował w nim w pierwszej lidze francuskiej. W SC Fives był podstawowym zawodnikiem i grał w nim do końca sezonu 1943/1944.
W 1944 roku Bourbotte został zawodnikiem nowo powstałego z SC Fives i Olympique Lillois klubu Lille OSC. W nim zawodnik grał do końca swojej kariery, czyli do 1947 roku. W sezonie 1945/1946 wywalczył z Lille mistrzostwo Francji, a także zdobył Puchar Francji.

## Kariera reprezentacyjna
W reprezentacji Francji Bourbotte zadebiutował 21 lutego 1937 roku w przegranym 1:3 towarzyskim meczu z Belgią. W 1938 roku został powołany do kadry na Mistrzostwa Świata, jednak nie zagrał w żadnym spotkaniu tego turnieju. Od 1937 do 1942 roku rozegrał w kadrze narodowej 17 meczów.
| Mecze i gole w reprezentacji | Mecze i gole w reprezentacji | Mecze i gole w reprezentacji | Mecze i gole w reprezentacji | Mecze i gole w reprezentacji | Mecze i gole w reprezentacji | Mecze i gole w reprezentacji |
| #                            | Data                         | Stadion                      | Rywal                        | Wynik                        | Gol                          | Rozgrywki                    |
| 1937                         | 1937                         | 1937                         | 1937                         | 1937                         | 1937                         | 1937                         |
| ---------------------------- | ---------------------------- | ---------------------------- | ---------------------------- | ---------------------------- | ---------------------------- | ---------------------------- |
| 1.                           | 21.02.1937                   | Bruksela, Belgia             | Belgia                       | 1:3                          | 0                            | towarzyski                   |
| 2.                           | 21.03.1937                   | Stuttgart, III Rzesza        | III Rzesza                   | 0:4                          | 0                            | towarzyski                   |
| 3.                           | 23.05.1937                   | Paryż, Francja               | Irlandia                     | 0:2                          | 0                            | towarzyski                   |
| 4.                           | 10.10.1937                   | Paryż, Francja               | Szwajcaria                   | 2:1                          | 0                            | towarzyski                   |
| 5.                           | 31.10.1937                   | Amsterdam, Holandia          | Holandia                     | 3:2                          | 0                            | towarzyski                   |
| 6.                           | 05.12.1937                   | Paryż, Francja               | Włochy                       | 0:0                          | 0                            | towarzyski                   |
| 1938                         |                              |                              |                              |                              |                              |                              |
| 7.                           | 30.01.1938                   | Paryż, Francja               | Belgia                       | 5:3                          | 0                            | towarzyski                   |
| 8.                           | 24.03.1938                   | Paryż, Francja               | Bułgaria                     | 6:1                          | 0                            | towarzyski                   |
| 9.                           | 26.05.1938                   | Paryż, Francja               | Anglia                       | 2:4                          | 0                            | towarzyski                   |
| 10.                          | 04.12.1938                   | Neapol, Włochy               | Włochy                       | 0:1                          | 0                            | towarzyski                   |
| 1939                         |                              |                              |                              |                              |                              |                              |
| 11.                          | 22.01.1939                   | Paryż, Francja               | Polska                       | 4:0                          | 0                            | towarzyski                   |
| 12.                          | 16.03.1939                   | Paryż, Francja               | Węgry                        | 2:2                          | 0                            | towarzyski                   |
| 13.                          | 18.05.1939                   | Bruksela, Belgia             | Belgia                       | 3:1                          | 0                            | towarzyski                   |
| 14.                          | 21.05.1939                   | Paryż, Francja               | Walia                        | 2:1                          | 0                            | towarzyski                   |
| 1940                         |                              |                              |                              |                              |                              |                              |
| 15.                          | 28.01.1940                   | Paryż, Francja               | Portugalia                   | 3:2                          | 0                            | towarzyski                   |
| 1942                         |                              |                              |                              |                              |                              |                              |
| 16.                          | 08.03.1942                   | Marsylia, Francja            | Szwajcaria                   | 0:2                          | 0                            | towarzyski                   |
| 17.                          | 15.03.1942                   | Sewilla, Hiszpania           | Hiszpania                    | 0:4                          | 0                            | towarzyski                   |